# Clark Fork (Idaho)
Clark Fork ist eine Stadt im Idaho Panhandle im Norden des US-Bundesstaates Idaho. Sie gehört zum Bonner County, dessen County Seat die Stadt Sandpoint innehat. Die Bevölkerungszahl lag laut census USA im Jahr 2010 bei 536. Clark Fork liegt auf einer Höhe von 640 m (2.090 Fuß) über dem Meeresspiegel auf einer Fläche von 2,6 km².

## Lage

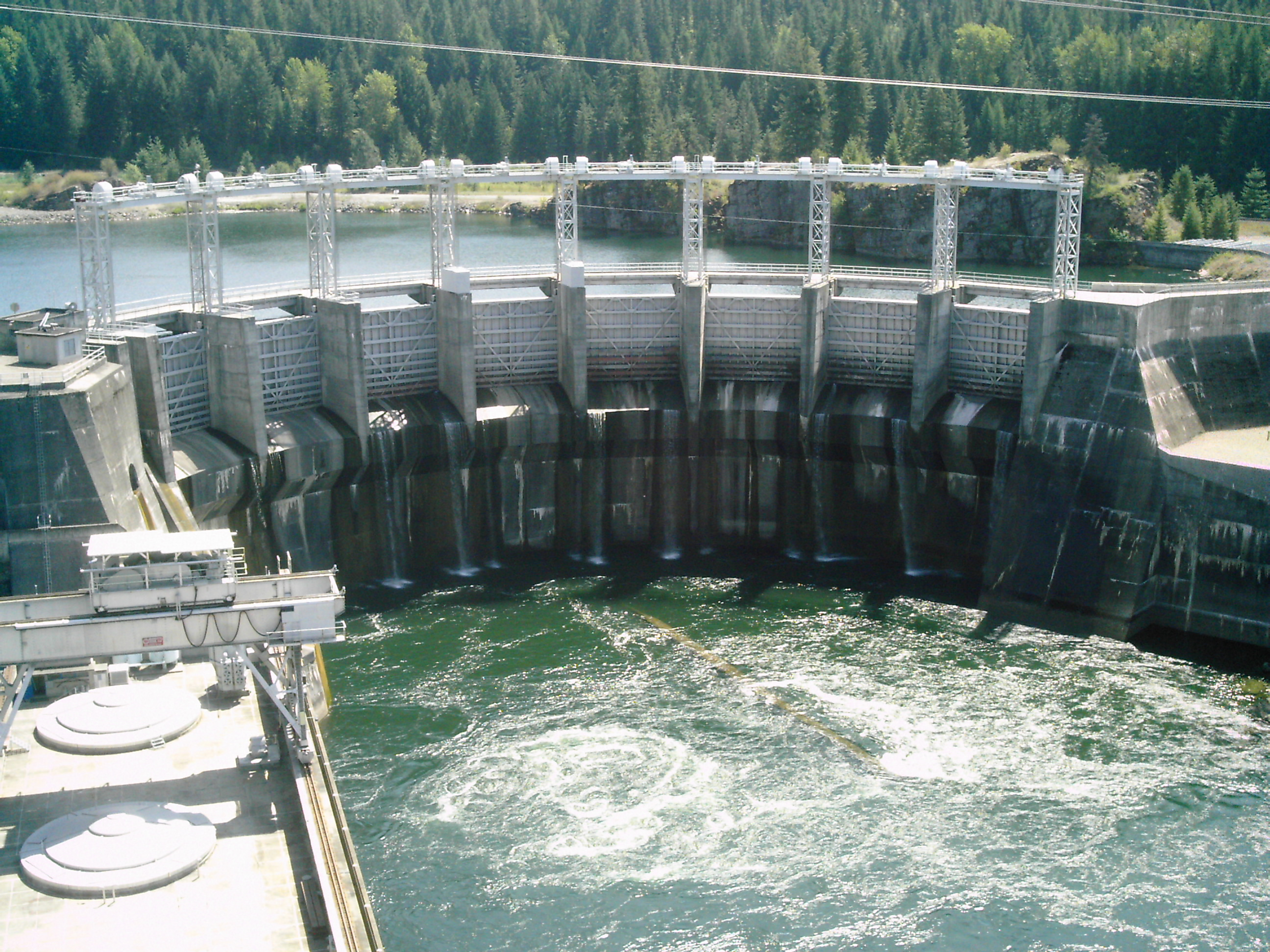
Cabinet Gorge Dam

Clark Fork liegt im östlichen Teil des Bonner County nahe der Grenze zu Montana und der Cabinet Range der Rocky Mountains. Der gleichnamige Clark Fork River mündet in den Lake Pend Oreille. Der Cabinet Gorge Dam staut den Fluss nahe der Ortschaft und versorgt die Gegend mit Energie. Weiter flussaufwärts befindet sich eine Fischzuchtanlage. Das Farmland nördlich des Flusses gilt als besonders fruchtbar.
Clark Fork befindet sich etwa 40 km östlich von Sandpoint, es ist die erste Stadt am Highway 200 nach der Überquerung der Grenze zwischen Montana nach Idaho. Die Stadt liegt am Ufer des Clark Fork River und wurde in den späten 1800er Jahren gegründet, nachdem die Northern Pacific Railway hier ein Abstellgleis neben dem Fluss gebaut hatte.
Die Stadt wurde nach dem berühmten William Clark benannt, der 1804 mit Meriwether Lewis eine Expedition zur Erschließung dieses Gebietes leitete. Wahrscheinlich entdeckten Lewis und Clark den Clark Fork River in der Nähe von Missoula im Oktober 1805. Heute in der „Wilderness Area“ im Schatten der Cabinet Mountains gelegen, bietet Clark Fork noch viel vom Charme des alten amerikanischen Westens. Es gibt zahlreiche Möglichkeiten zum Jagen und Fischen innerhalb des Clark Fork Valleys. Der Fluss ist ein bevorzugtes Laichgebiet für die Fischarten Rainbow, Cutthroat, Mackinaw und den gefährdeten Bull Trout, die seine unberührten Bergzuflüsse zum Ablaichen nutzen.

## Geschichte
Als sich 1916 der Bau einer Brücke über den Clark Fork River der Vollendung näherte, sagte ein Berichterstatter sinngemäß: „Auf diese einfache Weise wird das Einzugsgebiet des Clark Fork Rivers am Ende zur Durchgangsstraße im nördlichen Teil dieses Staates. Es ist die einzig mögliche Passage im Norden.“ Zu diesem Schluss war der Reporter aufgrund der Tatsache gekommen, weil Lewis und Clark diesen Weg nach Westen ein Jahrhundert zuvor gefunden hatten und trotz intensiver Suche durch eine wachsende Gemeinschaft kein besserer Weg gefunden worden war, als den Fluss mit der Fähre zu überqueren.
Die Topographie des Geländes bot nur wenige Möglichkeiten, um den Fluss bei Reisen nach Osten oder Westen zu überqueren. Dies galt bis weit ins 20. Jahrhundert, bis die Menschen gelernt hatten die Felswände der Cabinet Mountains mit Maschinen zu bearbeiten. Auch heute noch zeigen sich auf einer Reise von Heron (Montana) nach Clark Fork (Idaho) deutlich die Formationen, die Clark Fork seine Rolle in der Geschichte der Region verschaffte und ein Grund für den ursprünglichen Fährbetrieb war.
Lalia Moore schrieb in ihrem Wörterbuch von den Ortsnamen Idahos, dass die Örtlichkeit (Clark Fork) scheinbar schon 1809 von Pelzjägern so bezeichnet wurde. Mit ihnen begann der frühe Fährbetrieb, wenngleich diese lediglich aus Baumstämmen gefertigt und mit einer provisorischen Plattform versehen war. Es wird angenommen, dass dort in Clark Fork ein privater oder eine kostenpflichtige Fähre betrieben wurde.
Erste Hinweise auf den Fährbetrieb bieten Aufzeichnungen aus dem Jahre 1893. Da diese mindestens 10 Jahre nach der Ankunft der Eisenbahnlinie der Northern Pacific Railways erfolgte, ist es sehr wahrscheinlich, dass beim Bau der Eisenbahnbrücke und der Gleisanlagen eine beträchtliche Anzahl an Flussüberquerungen notwendig war. Ein wesentlicher Faktor beim Betrieb der Fähre war die erhebliche Wassermenge und die Strömungsgeschwindigkeit. Der „Pend d’Oreille Review“ berichtete am 29. Dezember 1916, dass „der Fluss Clark Fork größeres Wasservolumen aufweise als der Snake River. Zeitweise betrage der Durchfluss bei Hochwasser bis zu 94.000 Kubikmeter pro Sekunde. Die durchschnittliche Breite des Flusses liegt etwa bei 400 Metern.“ Am 13. Mai 1904 wurde John Lloyd und John Hagbo ein Angebot für ein Fährschiff gemacht, das 275,00 $ kostete.

## Demografie
Nach den Angaben des Census aus dem Jahre 2000 lebten in Clark Fork 530 Einwohner, 138 Familien in insgesamt 238 Haushalten. Die Bevölkerungsdichte betrug 208,8 Einwohner pro Quadratkilometer. Es gab insgesamt 286 Wohneinheiten auf einem Gelände von 112,7 km², welches den eigentlichen Ort und die umliegenden zur Gemeinde gehörigen Eigentumsgrundstücke mit einschließt.

## Persönlichkeiten
- Compton I. White lebte und arbeitete in Clark Fork.
- Compton I. White junior besuchte die dortige Schule, war von 1947 bis 1950 Schulrat und 1958 bis 1962 Bürgermeister der Stadt Clark Fork.